# Radiometria
In ottica, la radiometria è quel campo che si occupa dello studio della misura della radiazione elettromagnetica, inclusa la luce visibile. Da notare che la luce viene anche misurata utilizzando le tecniche fotometriche, che riguardano la luminosità così come percepita dall'occhio umano, piuttosto che la potenza assoluta. Esempi di grandezze radiometriche sono l'energia radiante e il flusso radiante, mentre l'energia luminosa e il flusso luminoso rappresentano delle grandezze fotometriche.
La radiometria è importante in astronomia, specialmente nella radioastronomia, ed è importante per la raccolta di informazioni ambientali e geologiche tramite l'utilizzo di sensori posti nell'aria o sull'orbita terrestre (telerilevamento). Le tecniche di misura catalogate come radiometriche in ottica sono definite fotometriche in alcune applicazioni astronomiche, contrariamente all'utilizzo del termine che se ne fa in ottica.
La spettroradiometria è la misura delle quantità radiometriche assolute in ristrette bande di lunghezza d'onda. La radiometria quantistica studia la misura della radiazione elettromagnetica applicando l'approccio della meccanica quantistica.

## Grandezze radiometriche
Le grandezze radiometriche sono quelle grandezze fisiche relative alla radiazione elettromagnetica. Si distinguono in:
- energia radiante (radiant energy): è l'energia trasportata da un qualunque campo di radiazione elettromagnetica
  - viene indicata con {\displaystyle Q_{e}}
  - l'unità di misura nel SI è il joule (J)

- flusso radiante (radiant flux): è la potenza (energia radiante nell'unità di tempo) di una qualunque sorgente di radiazione elettromagnetica
  - viene indicato con {\displaystyle P}
  - l'unità di misura nel SI è il watt (W)

- emittanza radiante o emittanza energetica (radiant exitance): è il flusso radiante emesso da una sorgente non puntiforme ma estesa, nell'unità di superficie
  - viene indicata con {\displaystyle M_{e}}
  - l'unità di misura nel SI è il watt al metro quadrato ({\displaystyle \mathrm {W} /\mathrm {m} ^{2}})

- irradianza (irradiance): è il flusso radiante incidente su una superficie
  - viene indicata con {\displaystyle E_{e}}
  - l'unità di misura nel SI è il watt al metro quadrato ({\displaystyle \mathrm {W} /\mathrm {m} ^{2}})

- intensità radiante o intensità energetica (radiant intensity): è il flusso radiante emesso da una sorgente puntiforme in una certa direzione nell'unità di angolo solido
  - viene indicata con {\displaystyle I_{r}}
  - l'unità di misura nel SI è il watt allo steradiante ({\displaystyle \mathrm {W} /\mathrm {sr} })

- radianza (radiance): è il flusso radiante emesso da una sorgente estesa, nell'unità di angolo solido e di area proiettata su un piano normale alla direzione considerata
  - viene indicata con {\displaystyle L_{r}}
  - l'unità di misura nel SI è il watt allo steradiante per metro quadrato ({\displaystyle \mathrm {W} /(\mathrm {m} ^{2}\cdot \mathrm {sr} )}).

Ognuna di queste grandezze può essere considerata anche spettralmente, cioè per unità di lunghezza d'onda oppure di frequenza, come densità di radiazione. In tal caso all'unità di misura va aggiunta l'unità di misura della lunghezza d'onda (o della frequenza). Per esempio, se si sceglie come unità di lunghezza il metro, la densità di radiazione si misura in {\displaystyle \mathrm {W} /\mathrm {m} ^{3}}, oppure se si sceglie come unità il nanometro, l'irradianza spettrale ha unità di misura {\displaystyle \mathrm {W} /(\mathrm {m} ^{2}\cdot \mathrm {nm} )}, mentre nel caso di radianza spettrale per unità di frequenza in hertz, si avrebbe {\displaystyle \mathrm {W} /(\mathrm {m} ^{2}\cdot \mathrm {Hz} )} .

### Applicazioni
Le grandezze radiometriche sono importanti per lo studio della luce e del colore, in particolare la radianza è importante per i seguenti motivi:
- viene conservata nella propagazione nei sistemi ottici, a meno di perdite per assorbimento;
- è indipendente dalla distanza;
- è correlata alle modalità di collezione della luce da parte dell'occhio umano, degli strumenti ottici (radiometri, esposimetri, luminanziometri) delle telecamere e delle fotocamere.

Ad ogni grandezza radiometrica corrisponde una grandezza fotometrica che è la rispettiva grandezza radiometrica valutata secondo la risposta del sistema visivo umano.